# 植木祥平
植木 祥平（うえき しょうへい、1982年11月23日 - ）は、日本の俳優。
岡山県出身。身長173cm。
2002年に劇団竜星群に入団し、舞台や自主製作映画などで活動する。2004年に劇団竜星群を退団し、鈴木砂羽の付き人を2年間務める。2008年より「演劇チーム渋谷ハチ公前」に参加し、リーダーを務める。
ホリ・エージェンシーを退所したことを、Instagramで2024年5月15日公表した。同年6月15日、AISTONに所属を公表した。

## 出演

### 映画
- スクールデイズ（2005年） - 生徒A 役
- トリハダ -劇場版-（2012年） - 医者 役
- 怯える女（2013年）
- 図書館戦争シリーズ - 遠藤 役
  - 図書館戦争（2013年）
  - 図書館戦争 THE LAST MISSION（2015年）
- ダイヤモンド（2013年）
- 同級生（2013年）
- 東京難民（2014年）
- クローズEXPLODE（2014年）
- テルマエロマエII（2014年）
- MONSTERZ（2014年）
- 過ぐる日のやまねこ（2014年） - 原田和茂 役
- ともに担げば（2015年） - 主演・阿部ツヨシ 役
- シン・ゴジラ（2016年）
- 海賊とよばれた男（2016年）
- 曇天に笑う（2018年）
- 空飛ぶタイヤ（2018年）
- 検察側の罪人（2018年）
- 母さんがどんなに僕を嫌いでも（2018年）
- マスカレード・ホテル（2019年） - 渡辺紀之 役
- 短編映画「父 帰る」（2019年） - 兄 / 賢一郎 役
- ロマンスドール（2020年） - 吉村 役
- スマホを落としただけなのに 囚われの殺人鬼（2020年） - ネット捜査員 役
- 燃えよ剣（2021年） - 御倉伊勢武 役
- 唄う六人の女（2023年）
- ゴミ屑と花（2024年公開予定） - 主演・尾崎浩一 役[5]

### テレビドラマ
- 池袋ウエストゲートパーク スープの回（2003年3月28日、TBSテレビ） - チーマーリーダー 役
- ブラックジャックによろしく 最終話（2003年6月20日、TBSテレビ） - 患者 役
- 超人ウタダ 第3話（2009年2月13日、WOWOW） - コンビニ店員 役
- プラチナタウン（2012年8月19日 - 9月16日、WOWOW） - 高橋研三 役
- ヴァンパイア・ヘヴン 第1話 - 2話（2013年4月12日 - 19日、テレビ東京） - 秀吉 役
- ドラマスペシャル いねむり先生（2013年9月15日、テレビ朝日） - バーの客 役
- ダンダリン 労働基準監監督官 第2話（2013年10月9日、日本テレビ）
- 家族の裏事情（2013年10月25日 - 12月13日、フジテレビ） - 菊池秋吉 役
- NHK大河ドラマ（NHK）
  - 軍師官兵衛（2014年） - 黒田兵庫助 役
  - 麒麟がくる（2020年） - 佐助 役
  - 青天を衝け（2021年） - 源八 役
  - 光る君へ（2024年） - 源道方 役
- 家族狩り 第6話（2014年8月8日、TBSテレビ） - 医師 役
- シンデレラデート 第25話 - 27話（2014年12月8日 - 10日、東海テレビ） - 内田実 役
- 新春ドラマ特別企画 わが家（2015年1月4日、TBSテレビ） - 小野塚暁人 役
- ORANGE〜1.17 命懸けて闘った消防士の魂の物語〜（2015年1月19日、TBSテレビ）
- HEAT 第1話（2015年7月7日、関西テレビ） - 消防隊員 役
- 図書館戦争 ブック・オブ・メモリーズ（2015年10月5日、TBSテレビ）
- 水曜ミステリー9 お助け司法書士! 会津若松“後妻業”殺人〜遺産トラブル編〜（2015年12月9日、テレビ東京） - 石川拓巳 役
- ヒガンバナ〜警視庁捜査七課〜 第8話（2016年3月2日、日本テレビ） - 林原直輝 役
- 松本清張ドラマスペシャル 黒い樹海（2016年3月13日、テレビ朝日）
- 月曜ゴールデン 浅見光彦シリーズ35「風のなかの櫻香」（2016年3月28日、TBSテレビ） - 伊藤刑事 役
- 連続テレビ小説 とと姉ちゃん 第1回、第115回 - 最終回（2016年4月4日、8月15日 - 10月1日、NHK） - 木立道久 役
- 水曜ミステリー9 マザー・強行犯係の女〜傍聞き〜（2016年4月20日、テレビ東京） - 三戸暁 役
- 月曜名作劇場 温泉殺人事件シリーズ（TBSテレビ） - 坂巻源太 役
  - 「有馬温泉殺人事件」（2016年5月30日）
  - 「伊豆天城温泉殺人事件」（2016年10月24日）
  - 「修善寺温泉殺人事件」（2017年6月12日）
- 遺産相続弁護士 柿崎真一 第10話（2016年9月15日、読売テレビ） - 多村優輝 役
- キャリア〜掟破りの警察署長〜 第4話・最終話（2016年10月30日・12月11日、フジテレビ）
- コールドケース 〜真実の扉〜 第9話（2016年12月17日、WOWOW） - 清水哲三 役
- 安楽椅子探偵ON STAGE 出題編（2017年1月5日、朝日放送）
- スーパーサラリーマン左江内氏 第3話（2017年1月28日、日本テレビ）
- 大貧乏 第8話（2017年2月26日、フジテレビ）
- リバース 第6話（2017年5月19日、TBS）
- あなたのことはそれほど 第6話（2017年5月23日、TBS）
- サチのお寺ごはん（2017年7月 - 9月、名古屋テレビ） - 有村幸治 役
- コード・ブルー -ドクターヘリ緊急救命- THE THIRD SEASON 第3話・第4話（2017年7月31日・8月7日、フジテレビ）
- 山本周五郎時代劇 武士の魂 第11話（2017年9月5日、BSジャパン） - 神田市之進 役
- 脳にスマホが埋められた! 第10話（2017年9月7日、読売テレビ・日本テレビ）
- 新宿セブン 第3話（2017年10月28日、テレビ東京） - 35年前の福富 役
- 幕末グルメ ブシメシ!2 第2話・第4話・第5話・第7話（2018年1月17日・1月31日・2月7日・2月21日、NHK BSプレミアム） - 高木 役
- 家族の旅路 家族を殺された男と殺した男 第1話（2018年2月3日、東海テレビ） - 刑事・竹山 役
- 三島由紀夫 命売ります episode4（2018年2月3日、BSジャパン / 4月25日、テレビ東京） - 武藤啓介 役
- 越路吹雪物語 第36話・第37話（2018年2月27日・2月28日、テレビ朝日） - 阿部純一 役
- 未解決の女 警視庁文書捜査官（2018年4月19日 - 6月7日、テレビ朝日） - 由比雄一 役
  - 未解決の女 警視庁文書捜査官〜緋色のシグナル〜（2019年4月28日、テレビ朝日）
- ゼロ 一獲千金ゲーム（2018年、日本テレビ） - 松平 役
- 駐在刑事 第4話（2018年11月9日、テレビ東京） - 朝倉竜一 役
- 節約ロック 第1話（2019年1月22日、日本テレビ） - 甲本 役
- 二つの祖国 前編（2019年3月23日、テレビ東京）
- インハンド 第4話（2019年5月3日、TBS） - 医師 役
- W県警の悲劇 第1話（2019年7月27日、BSテレ東） - 柏木 役
- そろばん侍 風の市兵衛SP〜天空の鷹〜（2020年1月3日、NHK総合） - 佐七 役
- 私刑人～正義の証明（2020年2月9日、テレビ朝日） - 科捜研研究員 役
- 科捜研の女 第19シリーズ  第32話（2020年2月27日、テレビ朝日） - 北村ケンジ 役
- ハケンの品格 第6話（2020年7月22日、日本テレビ）
- ギルティ〜この恋は罪ですか?〜 第8話・第9話（2020年7月23日・7月30日、読売テレビ） - 一ノ瀬勉 役
- MIU404 第8話（2020年8月14日、TBSテレビ） - 峯岸智明 役
- 七人の秘書 第4話（2020年11月12日、テレビ朝日）
- 華麗なる一族 第3話（2021年5月2日、WOWOW） - 高須徹 役
- 着飾る恋には理由があって 第7話・第10話（2021年6月1日・6月22日、TBS） - 岩切拓海 役
- 准教授・高槻彰良の推察 Season2 第6話・第7話（2021年11月14日・11月21日、WOWOW） - 永谷刑事 役
- 太平洋戦争80年・特集ドラマ 倫敦ノ山本五十六 拡大版（2021年12月30日、NHK総合 / 2022年8月1日、NHK BS4K） - 光延東洋少佐 役
- だれかに話したくなる山本周五郎日替わりドラマ2（NHK BSプレミアム）
  - 「半化け又平」（2022年2月15日） - 又平 役
  - 「酔いどれ次郎八・前編/後編」（2022年2月17日 - 18日） - 森井欣之助 役
- 精神分析医 氷室想介の事件簿〜超高層ビル密室殺人の謎〜（2022年2月26日、BS-TBS） - 秋元景太郎 役
- 相棒 Season20 第19話・第20話（2022年3月16日・3月23日、テレビ朝日） - 平賀弓雄 役
- 悪女（わる）働くのがカッコ悪いなんて誰が言った? 最終話（2022年6月15日、日本テレビ）- 間宮司 役
- つまらない住宅地のすべての家（2022年10月10日 - 11月16日、NHK総合） - 三橋朗喜 役
- 赤ひげ4 第8話（2022年12月23日、NHK BSプレミアム） - 善助 役
- 大奥「8代・徳川吉宗×水野祐之進編」 第1回（2023年1月10日、NHK総合） - 副島 役[6]
- すきすきワンワン! 第4話（2023年2月14日、日本テレビ） - 先輩 役
- 天使の耳〜交通警察の夜（2023年3月20日、NHK BS4K / 6月10日・17日、NHK BSプレミアム / 2024年4月2日 - 23日、NHK総合） - 赤塚勇気 役[7]
- ケイジとケンジ、時々ハンジ。 第8話（2023年6日1日、テレビ朝日） - 久保田剛 役
- あたりのキッチン!（2023年10月 - 12月、東海テレビ） - 朝日守 役
- トクメイ!警視庁特別会計係 第8話・第10話（2023年12月4日・12月18日、関西テレビ・フジテレビ） - 記者 役[8]
- ドラマW ゴールデンカムイ -北海道刺青囚人争奪編- 第2話（2024年10月13日、WOWOW） - 篠森 役
- アイシー〜瞬間記憶捜査・柊班〜（2025年1月21日 - 3月25日、フジテレビ） - 戌井毅 役[9]
- ダメマネ! -ダメなタレント、マネジメントします- 第8話（2025年6月8日、日本テレビ） - 金村 役[10]

### 舞台
- ウォルター・ミティにさよなら（2004年） - 芹沢大介 役
- BUDDHA BLESS YOU 〜仏陀にラブソングを〜（2005年）
- 死の詩（2006年）
- 花いちもんめ（2006年）
- 脱ぐ。（2007年）
- 楓荘DIARY（2008年） - 主演・夏生 役
- 暴虐な転び方（2008年） - 安 役
- 咲かせつづける花（2009年） - 信也 役
- 花いちもんめ 再演・改訂版（2010年） - 佐伯豊 役
- FROG 〜新撰組寄留記〜（2010年） - 永倉新八 役
- 泥と蓮（2010年） - 吉田年麿 役
- ストックホルム 再演（2010年） - 時田良平 役
- 煮詰る頃（2011年） - 陽一 役
- グラデーションの夜（2011年） - 主演・タクロウ 役
- ホスピタルビルド（2011年） - 小林泰三 役
- ヴェニスの商人（2011年）
- 紲 〜庵治石の声〜（2011年） - 有賀準次 役
- MIDNIGHT DREAM 〜機械城寄譚〜（2012年） - トモキ 役
- the CIRCLe（2012年） - ブルータス 役
- 慣れの果て（2012年） - 谷克利 役
- 付きまとう褐色（2013年）
- VS（ヴァーサス）（2014年）
- はじまりのある曲線（2014年）
- 不旋律な人（2015年）
- 囚われの竜（2015年） - シゲミツ 役
- とりわける人たち（2015年）
- 雨ウツ音ナリツヅ9日々（2016年）
- されど、（2016年）[11]
- ならわしを抱く（2016年）
- 慣れの果て（2017年）
- 春、憐れみ、コンビナート（2018年）
- 付きまとう褐色（2018年）
- みんな出ておいで〜（2024年）[12]

### Webドラマ
- フレッシュネスバーガー「BE NATURE! 欲望に素直になろう」（2012年）
- 東京女子図鑑（2016年、Amazon Prime Video） - 圭介 役
- ネスレシアター「恋茶の作法」（2017年、YouTube） - 実松 役
- 東京カレンダーアプリ「港区おじさん」第76話 - 第79話（2020年、YouTube） - ヒロユキ･マチダ 役
- ボイスII 110緊急指令室 LAST CALL （2021年、Hulu） - 鈴木正太 役
- EARTHおじさん46億才（2021年 - 、YouTube） - ナレーション
- 信玄公誕生五百年記念事業「信茂と勝頼」（2022年、YouTube） - 武田勝頼 役
- 汝の名 第1話 - 第4話（2022年、Paravi / YouTube / テレビ東京） - 伊庭久二 役

### CM
- サントリー 「リゲインエナジードリンク」リゲイン3、4時間篇 / どーなっとるんだ篇（2014年）
- ダスキン 「大掃除 プロの技篇」（2014年）
- パナホーム 「エコ・コルディスII/訪問篇」（2015年）
- ACジャパン 「やわらかいこころをもちましょう篇」（2015年）
- 江崎グリコ バンホーテンチョコレート  WEB限定ドラマ「伴夫婦の秘密〈妻の記憶〉」（2016年）
- Honda Cars 近畿（2016年）
- 大正製薬 大正漢方胃腸薬「フードハンター・ちゃんこ鍋 篇」（2016年）
- 第一生命 映画「ファインディング・ドリー」タイアップCM（2016年）